# Andrzej Turzański
Andrzej Turzański herbu Grzymała – wojski liwski w 1715 roku.